# 3 décembre 1973
Le lundi 3 décembre 1973 est le 337e jour de l'année 1973.

## Naissances
- Boris Gorenc, joueur de basket-ball slovène
- Brian Loyd, joueur de baseball américain
- Bruno Campos, acteur brésilien
- Cédric Chabert, footballeur français
- Francisco Pantoja Islas, catcheur professionnel originaire du Mexique
- Gabriele Magni, escrimeur italien
- Holly Marie Combs, actrice américaine
- Joe le plombier, américain
- Justice Dipeba, athlète botswanais
- Keri Windsor, actrice pornographique américaine
- MC Frontalot, rappeur américain
- Marc Schalk, volleyeur français
- Miruna Coca-Cozma, journaliste roumaine
- Monica Sandve, handballeuse norvégienne
- Mounir Bahi, journaliste marocain
- Wolfram Huhn, rameur allemand

## Décès
- Adolfo Ruiz Cortines (né le 30 décembre 1890), homme politique mexicain
- Robert Tabouis (né le 22 avril 1889), homme d'affaires français

## Événements
- Sortie de la chanson You're Sixteen
- début du scandale dit de l'« affaire des plombiers » à la suite de l'installation par la Direction de la surveillance du territoire de micros dans les murs de l'hebdomadaire satirique Le Canard enchaîné.